# 1912 год в спорте
Список 1912 год в спорте перечисляет спортивные события, произошедшие в 1912 году.

## Российская империя
- Чемпионат России по конькобежному спорту 1912;

### Футбол
- Матчи сборной Российской империи по футболу 1912;
- Чемпионат Российской империи по футболу 1912 года;

### Шахматы
- Всероссийский турнир любителей 1912 (Либава);
- Всероссийский турнир любителей 1912 (Саратов);
- Всероссийский турнир мастеров 1912;

## Международные события

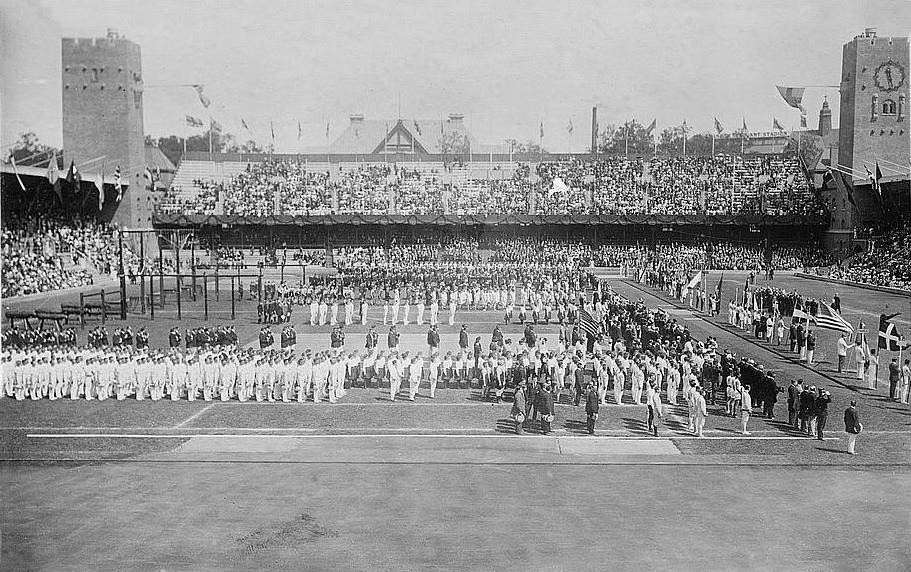
Церемония открытия Олимпиады 1912 года

### Летние Олимпийские игры 1912
- Академическая гребля;
- Бейсбол;
- Борьба;
- Велоспорт;
- Водное поло;
- Конный спорт;
- Лёгкая атлетика;
- Парусный спорт;
- Перетягивание каната;
- Плавание;
- Прыжки в воду;
- Современное пятиборье;
- Спортивная гимнастика;
  - Командное первенство;
  - Личное первенство;
- Стрельба;
- Теннис;
- Фехтование;
- Футбол;
  - Составы;
- Итоги летних Олимпийских игр 1912 года;

### Чемпионаты Европы
- Чемпионат Европы по конькобежному спорту 1912;
- Чемпионат Европы по фигурному катанию 1912;
- Чемпионат Европы по хоккею с шайбой 1912;

### Чемпионаты мира
- Чемпионат мира по международным шашкам среди мужчин 1912;
- Чемпионат мира по фигурному катанию 1912;

### Футбол
- Чемпионат Исландии по футболу 1912;
- Чемпионат Уругвая по футболу 1912;
- Чемпионат Нидерландов по футболу 1911/1912;
  - ФК «Аякс» Амстердам в сезоне 1911/1912;
- Созданы клубы:
  - «Авеллино»;
  - «Алессандрия»;
  - «Америка Минейро»;
  - «Антиб»;
  - «Ботев» (Пловдив);
  - «Варта»;
  - «Вильянди»;
  - «Гойтаказ»;
  - «Гроссето»;
  - «Депортиво Кали»;
  - «Йер»;
  - КРБ;
  - «Лекко»;
  - «Маккаби» (Петах-Тиква);
  - «Меппен»;
  - «Мерида» (1912);
  - «Модена»;
  - «Монца»;
  - «НАК Бреда»;
  - «Ньюпорт Каунти»;
  - «Олимпия» (Тегусигальпа);
  - «Ольяненсе»;
  - «Операрио Ферровиарио»;
  - «Понтедера»;
  - «Понциана»;
  - «Раднички» (Сомбор);
  - «Реал Баломпедика Линенсе»;
  - «Реал Эспанья»;
  - «Рид»;
  - «Римини»;
  - «Розендал»;
  - «Сантос»;
  - «Серро Портеньо»;
  - «Славен Белупо»;
  - «Сплит»;
  - «Стабек»;
  - «Судет»;
  - «Суонси Сити»;
  - «Тупи»;
  - «Чепель»;
  - «Явор»;

#### Англия
- Футбольная лига Англии 1911/1912;
- Футбольная лига Англии 1912/1913;
- Создан клуб «Кембридж Юнайтед»;